# Fryderyk II (książę Austrii)
Fryderyk II, (ur. 10 lutego 1327, zm. 11 grudnia 1344) – książę Austrii z dynastii Habsburgów.

## Życiorys
Fryderyk II był synem księcia Austrii, Styrii i Karyntii Ottona Wesołego i Elżbiety Bawarskiej, córki księcia Dolnej Bawarii Stefana I.
Po śmierci ojca w 1339 wraz z bratem Leopoldem II został tytularnym księciem Austrii.
Zmarł nagle 11 grudnia 1344, kilka miesięcy po swoim bracie. Największym beneficjentem jego śmierci był jego stryj Albrecht II Kulawy, który władał ziemiami od 1330.